# Referendos autonômicos na Bolívia em 2008
O referendo autonômico na Bolívia em 2008 foi realizado em várias etapas para aprovar ou rejeitar um Estatuto de Autonomia para quatro departamentos bolivianos, sendo o primeiro realizado no domingo, 4 de maio de 2008, no Departamento de Santa Cruz e, no mês de junho, nos departamentos de Tarija, Beni e Pando. O governo do presidente Evo Morales e o Tribunal Nacional Eleitoral denunciaram a ilegalidade do referendo.
Embora cada departamento tenha um Estatuto de Autonomia separado, todos concordam, segundo seus proponentes, em reconhecer a Constituição da Bolívia como norma suprema. Com esses estatutos, pretende-se criar órgãos e instituições por meio de um Governo Departamental que eliminaria as prefeituras e uma Assembleia Legislativa que substituiria o Conselho Departamental; entre os pontos mais controversos do projeto estariam o controle sobre as terras e os hidrocarbonetos de suas regiões, embora em Pando e Tarija isso não esteja previsto, uma vez que essa assembleia terá a função de legislar e não apenas de fiscalizar, como era o caso do conselho. Em caso de aprovação dos estatutos, abre-se a possibilidade de revogação do mandato dos governadores e seria aplicado o segundo turno eleitoral.

## Referendo em Santa Cruz
O Tribunal Eleitoral Departamental convocou 935.527 cidadãos para participar do referendo. A votação começou às 8h e encerrou às 21h em um total de 357 centros eleitorais, que contaram com 5.200 mesários. À noite, quando foram divulgados os resultados que davam a vitória à opção do Sim, houveram algumas concentrações para comemorar a vitória, enquanto o governo central afirmou que se tratava apenas de um fracasso retumbante, pois estimava uma abstenção entre 40% e 50%. O Estatuto deveria entrar em vigor em 26 de maio.
Antes da realização do referendo de 2008, em 2004 havia sido instalado um conselho em favor da autonomia. em seguida, em 2 de julho, foi realizado um referendo para consultar os cidadãos sobre a possibilidade de estabelecer um regime de autonomia departamental, uma vez promulgada a nova Constituição boliviana. No final daquele ano, foi criado o Conselho Pré-Autônomo e, em 18 de fevereiro de 2005, foi solicitado ao Tribunal Nacional Eleitoral um referendo autônomo, mas a possibilidade foi negada. Em 15 de dezembro de 2006, os quatro departamentos envolvidos convocaram o Cabildo del Millón uma grande concentração em apoio, ameaçando criar seus estatutos se a Assembleia Constituinte não cumprisse as propostas de autonomia para as regiões bolivianas.
 

A pergunta feita no referendo em Santa Cruz foi:
Você decide pela ratificação e entrada em vigor do Estatuto do Departamento Autônomo de Santa Cruz, aprovado em 15 de dezembro de 2007 pela Assembleia Provisória Autônoma, para que se constitua imediatamente como norma institucional básica do departamento e seja de cumprimento obrigatório para todos aqueles que habitam e exercem funções públicas no departamento?

### Resultados em Santa Cruz
A Corte Nacional Eleitoral declarou que os resultados não serão considerados válidos, com base no artigo 12 da Lei do Referendo, que estabelece que Cabe à Corte Nacional Eleitoral organizar e executar o referendo, bem como escrutinar e declarar os seus resultados. Aplicar-se-ão, na medida do pertinente, as disposições do Código Eleitoral.
| Opção |               |       |
| ----- | ------------- | ----- |
| Sim   | 477.872 votos | 85,6% |
| Não   | 80.380 votos  | 14,4% |

## Referendo em Beni, Pando e Tarija
Outros referendos de autonomia foram realizados no Departamento de Beni e no Departamento de Pando na Bolívia em 1 de junho de 2008. Ambos os departamentos aprovaram autonomia com pouco mais de 80% dos votos.  A participação foi de apenas 34,5% em Beni e pouco mais de 50% em Pando.
Um referendo semelhante foi realizado no Departamento de Tarija em 22 de junho de 2008.